# Căpâlnița
Căpâlnița [kəpɨlˈnit͡sa] (veraltet Olafalăul Mic; ungarisch Kápolnásfalu) ist eine Gemeinde im Kreis Harghita, in der Region Siebenbürgen in Rumänien.
Der Ort ist auch unter den ungarischen Bezeichnungen Kápolnásoláhfalu und Kicsioláhfalu bekannt.

## Geographische Lage

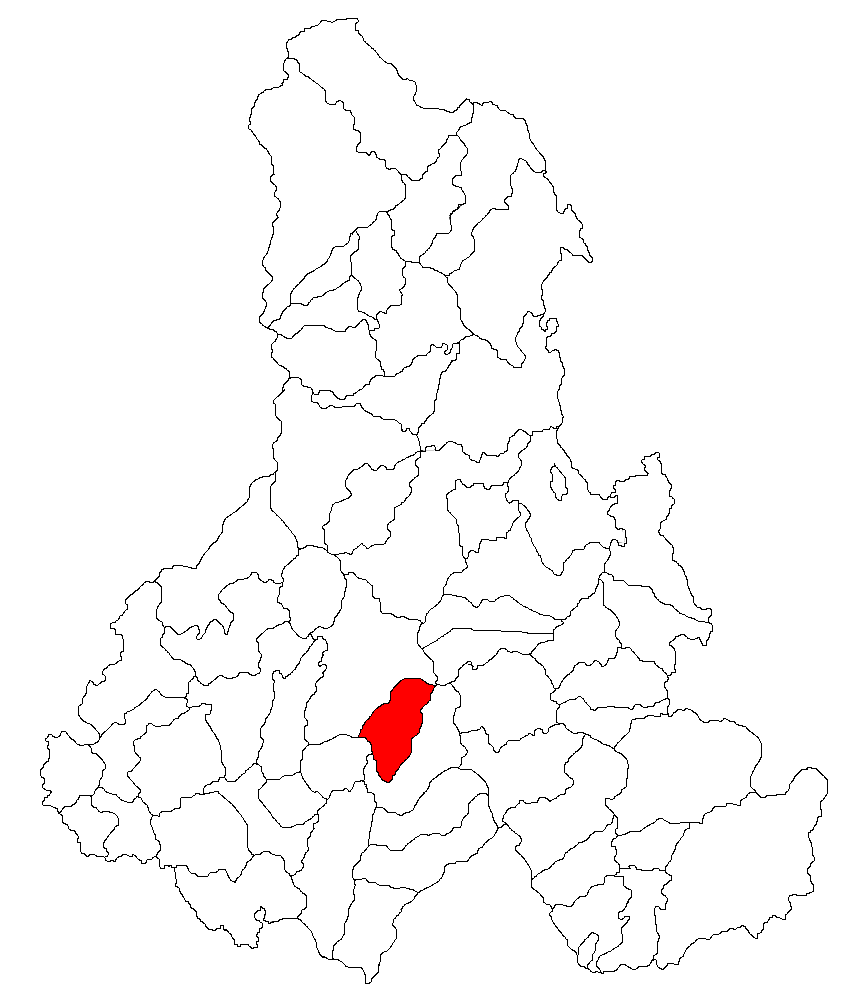
Lage der Gemeinde Căpâlnița im Kreis Harghita

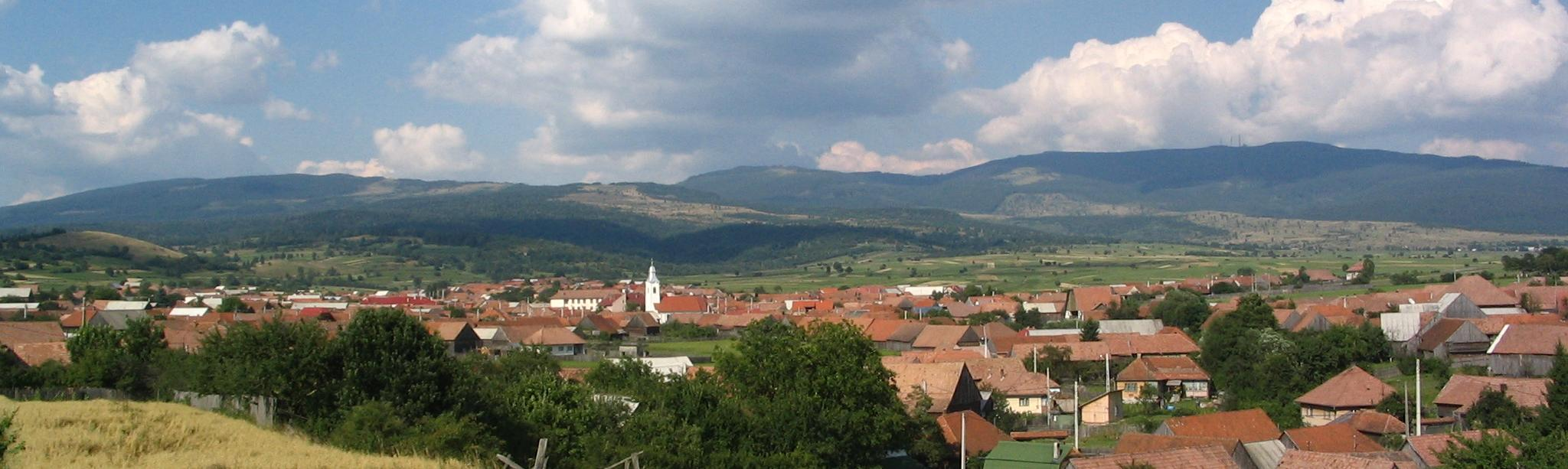
Blick auf Căpâlnița

Căpâlnița liegt in den Südausläufern des Harghita-Gebirges – ein Teilgebirge der Ostkarpaten – in der historischen Region Szeklerland in der Südhälfte des Kreises Harghita. Am Homorodul Mic, ein Quellenfluss der Homorod, und der Nationalstraße DN13A liegt der Ort Căpâlnița etwa 20 Kilometer östlich der Stadt Odorheiu Secuiesc (Oderhellen) und etwa 30 Kilometer westlich von der Kreishauptstadt Miercurea Ciuc (Szeklerburg) entfernt.

## Geschichte
Der mehrheitlich von Szeklern bewohnte Ort Căpâlnița wurde, nach unterschiedlichen Angaben, erstmals 1567 oder 1722 urkundlich erwähnt. Archäologische Funde sind auf dem Gebiet Căpâlnițas nicht verzeichnet.
Zur Zeit des Königreichs Ungarn gehörte Căpâlnița dem Stuhlbezirk Udvarhely in der Gespanschaft Udvarhely (rumänisch Comitatul Odorhei), anschließend dem historischen Kreis Odorhei und ab 1950 dem heutigen Kreis Harghita an. Bis 1968 gehörte zu Căpâlnița das Dorf Băile Homorod, welches danach administrativ der Kleinstadt Vlăhița (Wlachendorf) zugeordnet wurde.
Früher waren hier entlang des Baches Homorod mehrere Sägemühlen vorhanden. Die Dorfbewohner beschäftigen sich hauptsächlich als Schindler und Holzschnitzer. Deren Häuser sind bunt bemalt und haben geschnitzte Holzmöbel.
Im Ort sind 869 Anwesen, von denen 94 % an das Stromnetz, 80 % an das Trinkwassernetz und 78,8 % an das Abwassernetz angeschlossen sind.

## Bevölkerung
Die Bevölkerung der Gemeinde Căpâlnița entwickelte sich wie folgt:
| Volkszählung | Volkszählung | Ethnische Zusammensetzung | Ethnische Zusammensetzung | Ethnische Zusammensetzung | Ethnische Zusammensetzung |
| Jahr         | Bevölkerung  | Rumänen                   | Ungarn                    | Deutsche                  | andere                    |
| ------------ | ------------ | ------------------------- | ------------------------- | ------------------------- | ------------------------- |
| 1850         | 1.339        | 11                        | 1.301                     | -                         | 27                        |
| 1930         | 2.024        | 3                         | 2.009                     | 1                         | 11                        |
| 1977         | 2.131        | 22                        | 2.049                     | -                         | 60                        |
| 2011         | 2.026        | 4                         | 1.925                     | -                         | 97                        |
| 2021         | 2.036        | 9                         | 1.914                     | -                         | 113 (45 Roma)             |

Seit 1850 wurde auf dem Gebiet von Căpâlnița die höchste Einwohnerzahl (2.140) und die der Magyaren (2.119) 1941 ermittelt. Die höchste Anzahl der Rumänen wurde 1977, die der Roma (81) wurde 2011 und die der Rumäniendeutschen je einer 1930 und 1956 registriert. Des Weiteren wurde zwischen 1930 und 1966 je ein Slowake registriert. Die heutige Hauptbeschäftigung der Bevölkerung ist die Landwirtschaft und die Holzverarbeitung. Viele männliche Dorfbewohner sind auch in der Metallindustrie in der Umgebung beschäftigt.

## Sehenswürdigkeiten
- Die katholische Kirche[7] wurde 1797 an Stelle einer 1710 zerstörten Kapelle errichtet.[4]
- Der Ort ist auch Ausgangspunkt zum Gipfel Mădăraș (1801 m[8]) im Harghita-Gebirge.

## Städtepartnerschaft
Căpâlnița pflegt nach der Wende von 1989 Partnerschaften mit den ungarischen Orten Bercel im Komitat Nógrád, mit Gyöngyössolymos und Kápolna im Komitat Heves und mit Kötegyán im Komitat Békés.

## Film-Drehort
Der Film California Dreamin’ von 2007 des rumänischen Regisseurs Cristian Nemescu spielt größtenteils in Căpâlnița.